# Munidopsis
Munidopsis is een geslacht van kreeftachtigen uit de klasse van de Malacostraca (hogere kreeftachtigen).

## Soorten
- Munidopsis abbreviata  (A. Milne Edwards, 1880)
- Munidopsis abdominalis (A. Milne Edwards, 1880)
- Munidopsis abyssicola Baba, 2005
- Munidopsis abyssorum A. Milne Edwards & Bouvier, 1897
- Munidopsis acalipha Macpherson, 2007
- Munidopsis acuminata Benedict, 1902
- Munidopsis acuta (A. Milne Edwards, 1881)
- Munidopsis acutispina Benedict, 1902
- Munidopsis africana Balss, 1913
- Munidopsis agassizii Faxon, 1893
- Munidopsis alaminos Pequegnat & Pequegnat, 1970
- Munidopsis albatrossae Pequegnat & Pequegnat, 1973
- Munidopsis alcocki Ahyong, 2014
- Munidopsis alfredolaguardai Hendrickx & Ayon-Parente, 2013
- Munidopsis allae Khodkina & Ďuriš, 1989
- Munidopsis alvisca Williams, 1988
- Munidopsis amapa Poore, 2014
- Munidopsis analoga Macpherson, 2007
- Munidopsis anaramosae Matos-Pita & Ramil, 2014
- Munidopsis andamanica MacGilchrist, 1905
- Munidopsis anemia Macpherson & Segonzac, 2005
- Munidopsis antonii (Filhol, 1884)
- Munidopsis arenula Macpherson, 2007
- Munidopsis ariadne Macpherson, 2011
- Munidopsis aries (A. Milne Edwards, 1880)
- Munidopsis arietina Alcock & Anderson, 1894
- Munidopsis armata (A. Milne Edwards, 1880)
- Munidopsis aspera (Henderson, 1885)
- Munidopsis atlantis Ahyong, 2014
- Munidopsis aurantia Lin & Chan, 2011
- Munidopsis aurora Osawa, Lin & Chan, 2013
- Munidopsis austellus Macpherson, 2007
- Munidopsis babai Osawa, Lin & Chan, 2013
- Munidopsis bairdii (Smith, 1884)
- Munidopsis bajacalifornia Poore, 2014
- Munidopsis bamberi Schnabel & Ahyong, 2015
- Munidopsis barbarae (Boone, 1927)
- Munidopsis barrerai Bahamonde, 1964
- Munidopsis bermudezi Chace, 1939
- Munidopsis bispinata Miyake & Baba, 1970
- Munidopsis bispinoculata Baba, 1988
- Munidopsis bractea Ahyong, 2007
- Munidopsis bracteosa Jones & Macpherson, 2007
- Munidopsis bradleyi Pequegnat & Pequegnat, 1971
- Munidopsis brasilia Poore, 2014
- Munidopsis brevimanus (A. Milne Edwards, 1880)
- Munidopsis bruta Macpherson, 2007
- Munidopsis calvata Macpherson, 2007
- Munidopsis camelus (Ortmann, 1892)
- Munidopsis carinimarginata Baba, 1988
- Munidopsis carinipes Faxon, 1893
- Munidopsis cascadia Ambler, 1980
- Munidopsis centrina Alcock & Anderson, 1894
- Munidopsis ceratophthalma Alcock, 1901
- Munidopsis ceres Macpherson, 2007
- Munidopsis chacei Kensley, 1968
- Munidopsis chunii Balss, 1913
- Munidopsis cidaris Baba, 1994
- Munidopsis cochlearis Khodkina, 1973
- Munidopsis colombiana Pequegnat & Pequegnat, 1971
- Munidopsis comarge Taylor, Ahyong & Andreakis, 2010
- Munidopsis concava Macpherson, 2007
- Munidopsis cornuata Macpherson, 2007
- Munidopsis crassa Smith, 1885
- Munidopsis crenatirostris Baba, 1988
- Munidopsis crinita Faxon, 1893
- Munidopsis cubensis Chace, 1942
- Munidopsis curvimana Whiteaves, 1874
- Munidopsis curvirostra Whiteaves, 1874
- Munidopsis cylindrophthalma (Alcock, 1894)
- Munidopsis cylindropus Benedict, 1902
- Munidopsis dasypus Alcock, 1894
- Munidopsis debilis (Henderson, 1885)
- Munidopsis demeter Macpherson, 2007
- Munidopsis dentifalx Osawa, Lin & Chan, 2007
- Munidopsis denudata Macpherson, 2007
- Munidopsis depressa Faxon, 1893
- Munidopsis dissimilis Osawa, Lin & Chan, 2013
- Munidopsis echinata Osawa, Lin & Chan, 2008
- Munidopsis edwardsii (Wood-Mason, 1891)
- Munidopsis erinacea (A. Milne Edwards, 1880)
- Munidopsis espinis Benedict, 1902
- Munidopsis expansa Benedict, 1902
- Munidopsis exuta Macpherson & Segonzac, 2005
- Munidopsis follirostris Khodkina, 1973
- Munidopsis formosa Wu & Chan, 2000
- Munidopsis geyeri Pequegnat & Pequegnat, 1970
- Munidopsis gibbosa Baba, 1978
- Munidopsis gilli Benedict, 1902
- Munidopsis glabra Pequegnat & Williams, 1995
- Munidopsis gladiola Macpherson, 2007
- Munidopsis goodridgii Alcock & Anderson, 1899
- Munidopsis gracilis Cubelio, Tsuchida & Watanabe, 2008
- Munidopsis granosa Alcock, 1901
- Munidopsis granosicorium Williams & Baba, 1989
- Munidopsis granulata Miyake & Baba, 1967
- Munidopsis granulens Mayo, 1972
- Munidopsis gulfensis Pequegnat & Pequegnat, 1970
- Munidopsis hamata Faxon, 1893
- Munidopsis hemingi Alcock & Anderson, 1899
- Munidopsis hendersoniana Faxon, 1893
- Munidopsis hirsuta Jones & Macpherson, 2007
- Munidopsis hirsutissima Balss, 1913
- Munidopsis hirtella Macpherson & Segonzac, 2005
- Munidopsis hystrix Faxon, 1893
- Munidopsis inermis Faxon, 1893
- Munidopsis iridis Alcock & Anderson, 1899
- Munidopsis kaiyoae Baba, 1974
- Munidopsis kareenae Ahyong, 2013
- Munidopsis keijii Macpherson, 2007
- Munidopsis kensleyi Ahyong & Poore, 2004
- Munidopsis kensmithi Jones & Macpherson, 2007
- Munidopsis kermadec Cubelio, Tsuchida & Watanabe, 2007
- Munidopsis kucki Baba & Camp, 1988
- Munidopsis laciniosa Baba, 2005
- Munidopsis laevigata (Henderson, 1885)
- Munidopsis laevisquama Lin & Chan, 2011
- Munidopsis latiangulata Osawa, Lin & Chan, 2006
- Munidopsis laticorpus Cubelio, Tsuchida & Watanabe, 2008
- Munidopsis latifrons (A. Milne Edwards, 1880)
- Munidopsis latimana Miyake & Baba, 1966
- Munidopsis latirostris (Faxon, 1895)
- Munidopsis lauensis Baba & de Saint Laurent, 1992
- Munidopsis laurentae Macpherson & Segonzac, 2005
- Munidopsis lentigo Williams & Van Dover, 1983
- Munidopsis lenzii Balss, 1913
- Munidopsis leptotes Macpherson, 2007
- Munidopsis levis (Alcock & Anderson, 1894)
- Munidopsis lignaria Williams & Baba, 1989
- Munidopsis livida (Perrier, 1886)
- Munidopsis longimanus (A. Milne Edwards, 1880)
- Munidopsis longispinosa Cubelio, Tsuchida & Watanabe, 2007
- Munidopsis lophia Macpherson, 2007
- Munidopsis macphersoni Ahyong, 2014
- Munidopsis mandelai Macpherson, Amon & Clark, 2014
- Munidopsis margarita Faxon, 1893
- Munidopsis marginata (Henderson, 1885)
- Munidopsis marianica Williams & Baba, 1989
- Munidopsis marionis (A. Milne Edwards, 1881)
- Munidopsis maunga Schnabel & Bruce, 2006
- Munidopsis miersii (Henderson, 1885)
- Munidopsis milleri Henderson, 1885
- Munidopsis mina Benedict, 1902
- Munidopsis modesta Benedict, 1902
- Munidopsis moresbyi Alcock & Anderson, 1899
- Munidopsis myojinensis Cubelio, Tsuchida, Hendrickx, Kado & Watanabe, 2007
- Munidopsis naginata Cubelio, Tsuchida & Watanabe, 2007
- Munidopsis nereidis Macpherson, 2007
- Munidopsis nias Ahyong, 2014
- Munidopsis nitida (A. Milne Edwards, 1880)
- Munidopsis norfanz Ahyong, 2007
- Munidopsis opalescens Benedict, 1902
- Munidopsis orcina McArdle, 1901
- Munidopsis ornata Faxon, 1893
- Munidopsis pallida Alcock, 1894
- Munidopsis palmatus Khodkina, 1973
- Munidopsis panamae Baba, 2005
- Munidopsis papanui Schnabel & Bruce, 2006
- Munidopsis parfaiti (Filhol, 1885)
- Munidopsis pectinata Macpherson, 2007
- Munidopsis penescabra Pequegnat & Williams, 1995
- Munidopsis pericalla Macpherson, 2007
- Munidopsis petalorhyncha Baba, 2005
- Munidopsis petila Baba, 2005
- Munidopsis pilosa Henderson, 1885
- Munidopsis platirostris (A. Milne Edwards & Bouvier, 1894)
- Munidopsis plumatisetigera Baba, 1988
- Munidopsis polita (Smith, 1883)
- Munidopsis polymorpha Koelbel, 1892
- Munidopsis poseidonia Alcock & Anderson, 1894
- Munidopsis proales Ahyong & Poore, 2004
- Munidopsis producta Baba, 2005
- Munidopsis profunda Baba, 2005
- Munidopsis pubescens Macpherson, 2007
- Munidopsis pycnopoda Baba, 2005
- Munidopsis pyrochela Ahyong, 2014
- Munidopsis quadrata Faxon, 1893
- Munidopsis ramahtaylorae Pequegnat & Pequegnat, 1971
- Munidopsis recta Baba, 2005
- Munidopsis regia Alcock & Anderson, 1894
- Munidopsis reynoldsi (A. Milne Edwards, 1880)
- Munidopsis riveroi Chace, 1939
- Munidopsis robusta (A. Milne Edwards, 1880)
- Munidopsis rotundior Baba, 2005
- Munidopsis ryukyuensis Cubelio, Tsuchida & Watanabe, 2007
- Munidopsis sarissa Lin, Osawa & Chan, 2007
- Munidopsis scabra Faxon, 1893
- Munidopsis scobina Alcock, 1894
- Munidopsis scotti Jones & Macpherson, 2007
- Munidopsis sculpo Schnabel & Ahyong, 2015
- Munidopsis segonzaci Jones & Macpherson, 2007
- Munidopsis sericea Faxon, 1893
- Munidopsis serratifrons (A. Milne Edwards, 1880)
- Munidopsis serricornis (Lovén, 1852)
- Munidopsis setosoculus Osawa, Lin & Chan, 2013
- Munidopsis sharreri (A. Milne Edwards, 1880)
- Munidopsis shulerae Vazquez-Bader, Gracia & Lemaitre, 2014
- Munidopsis sigsbei (A. Milne Edwards, 1880)
- Munidopsis similior Baba, 1988
- Munidopsis similis Smith, 1885
- Munidopsis simplex (A. Milne Edwards, 1880)
- Munidopsis sinclairi McArdle, 1901
- Munidopsis snelliusae Baba, 1977
- Munidopsis solidissima Macpherson, 2007
- Munidopsis sonne Baba, 1995
- Munidopsis spinifer (A. Milne Edwards, 1880)
- Munidopsis spinihirsuta Lloyd, 1907
- Munidopsis spinipes MacGilchrist, 1905
- Munidopsis spinoculata (A. Milne Edwards, 1880)
- Munidopsis spiridonovi Ahyong, 2014
- Munidopsis spissata Macpherson, 2007
- Munidopsis squamosa (A. Milne Edwards, 1880)
- Munidopsis starmer Baba & de Saint Laurent, 1992
- Munidopsis strigula Macpherson, 2007
- Munidopsis stylirostris Wood-Mason, 1891
- Munidopsis subchelata Balss, 1913
- Munidopsis subspinoculata Pequegnat & Pequegnat, 1971
- Munidopsis subsquamosa Henderson, 1885
- Munidopsis tafrii Osawa, Lin & Chan, 2006
- Munidopsis taiwanica Osawa, Lin & Chan, 2008
- Munidopsis talismani A. Milne Edwards & Bouvier, 1894
- Munidopsis tanneri Faxon, 1893
- Munidopsis tasmaniae Ahyong & Poore, 2004
- Munidopsis taurulus Ortmann, 1892
- Munidopsis teretis Baba, 2005
- Munidopsis ternaria Macpherson, 2007
- Munidopsis thieli Türkay, 1975
- Munidopsis tiburon Jones & Macpherson, 2007
- Munidopsis townsendi Benedict, 1902
- Munidopsis trachypus Alcock & Anderson, 1894
- Munidopsis transtridens Pequegnat & Pequegnat, 1971
- Munidopsis treis Ahyong & Poore, 2004
- Munidopsis trichodes Macpherson, 2007
- Munidopsis tridens (A. Milne Edwards, 1880)
- Munidopsis trifida Henderson, 1885
- Munidopsis trindadensis Cardoso, Serejo & Rodrigues, 2014
- Munidopsis tropeorhyncha Miyake & Baba, 1970
- Munidopsis truculenta Macpherson & Segonzac, 2005
- Munidopsis tuberipes Komai, 2011
- Munidopsis tuberosa Osawa, Lin & Chan, 2008
- Munidopsis tuftsi Ambler, 1980
- Munidopsis unguifera Alcock & Anderson, 1894
- Munidopsis vaillantii (A. Milne Edwards, 1881)
- Munidopsis verrilli Benedict, 1902
- Munidopsis verrucosus Khodkina, 1973
- Munidopsis vesper Taylor, Ahyong & Andreakis, 2010
- Munidopsis vicina Faxon, 1893
- Munidopsis victoriae Baba & Poore, 2002
- Munidopsis villosa Faxon, 1893
- Munidopsis vrijenhoeki Jones & Macpherson, 2007
- Munidopsis wardeni Anderson, 1896
- Munidopsis yaquinensis Ambler, 1980
- Munidopsis zarazagai Macpherson, 2007